# Ayinla
Ayinla es una película nigeriana basada en la vida de Ayinla Yusuf, popularmente conocido como Ayinla Omowura, un músico de Apala asesinado a puñaladas por su mánager en una pelea de bar el 6 de mayo de 1980 en Abeokuta. Se estrenó el 13 de junio de 2021 en Lagos y en cines el 18 de junio del mismo año. Dirigida por Tunde Kelani, la película se desarrolló en la década de 1970 y principios de la de 1980 y se rodó en Abeokuta, estado de Ogun. Lateef Adedimeji asumió el papel de Ayinla, junto a Omowumi Dada, Bimbo Manuel, Ade Laoye, Kunle Afolayan, Bimbo Ademoye y Mr Macaroni. Fue la primera película importante de Kelani desde el lanzamiento en 2015 de Dazzling Mirage.

## Sinopsis
Ayinla es un músico temperamental y promiscuo en la cima de su carrera. Ajala, un promotor de espectáculos, se ofrece a llevar a Ayinla y su grupo de gira por Londres. Mientras se realizan los arreglos para el viaje a Londres, Ayinla sale con la novia de Bayowa, lo que genera enemistad entre ellos. Ambos se enfrentan en un bar, el desafortunado encuentro termina con la muerte prematura de Ayinla.

## Elenco
- Lateef Adedimeji como Ayinla
- Omowumi Dada
- Bimbo Manuel
- Ade Laoye como Jaye
- Kunle Afolayan como Ajala
- Bimbo Ademoye
- Mr Macaroni como Bayowa

## Producción y lanzamiento
Ayinla recibió un disparo en el lugar de Abeokuta. La película fue producida por Jadesola Osiberu y patrocinada por First Bank of Nigeria. Se estrenó el 13 de junio de 2021 en Lagos.

## Recepción
Recibió críticas mayormente positivas. Una de las reseñas la calificó con un 7 de 10 y dijo: "En conclusión, Ayinla demuestra que vale la pena el bombo publicitario. El éxito se debe en gran parte a Adedimeji Lateef y al director Tunde Kelani. Ninguna película es perfecta, pero esta ocupa un lugar entre los grandes de Nollywood en los últimos tiempos. Al comentar sobre ella en una reseña del Nigerian Tribune, Adekunle Sulaimon dijo que "algunas escenas en las que se cantan canciones de Ayinla, la voz de Adedimeji no estaba a la par con la música que se tocaba y la disputa entre Bayewu y Ayinla no estaba adecuadamente representada" y la calificó con un 8 sobre 10. Además, la reseña de The Lagos Review, reiteró por qué no era exactamente una película biográfica, "Lo que le falta en fidelidad biográfica, lo compensa en performances, vestuario, locaciones y utilería. No hay ninguna controversia al describir a Ayinla como un musical. Desde la primera escena, el público se sumerge en el barítono melodioso y la batería que son característicos de la música Apala de Omowura. Este ritmo se mantiene durante una parte importante de la película. La implicación de esto es que no hay momentos aburridos para la audiencia, al menos hasta que se instala la melancolía de la tragedia". Vivian Nwajiaku de Afrocritik la calificó con 6.4 / 10 y dijo "Es sin duda una película impresionante. Lo que le falta en trama, lo compensa con una gran actuación. De hecho, a pesar de sus defectos, coloca a Nollywood en el camino correcto y sienta un precedente para las películas biográficas futuras".